# A Space in Time (album)
A Space in Time − siódmy album studyjny brytyjskiego zespołu blues-rockowego Ten Years After z 1971.

## Lista utworów
| 1.  | „One of These Days”                       | 5:52  |
|     |                                           |       |
| 2.  | „Here They Come”                          | 4:36  |
|     |                                           |       |
| 3.  | „I'd Love to Change the World”            | 3:44  |
|     |                                           |       |
| 4.  | „Over The Hill”                           | 2:28  |
|     |                                           |       |
| 5.  | „Baby Won't You Let Me Rock ’n’ Roll You” | 2:16  |
|     |                                           |       |
| 6.  | „Once There Was a Time”                   | 3:22  |
|     |                                           |       |
| 7.  | „Let the Sky Fall”                        | 4:19  |
|     |                                           |       |
| 8.  | „Hard Monkeys”                            | 3:10  |
|     |                                           |       |
| 9.  | „I've Been There Too”                     | 5:44  |
|     |                                           |       |
| 10. | „Uncle Jam”                               | 1:57  |
|     |                                           |       |
|     |                                           | 37:28 |
|     |                                           |       |

## Twórcy
- Alvin Lee – wokal, gitara
- Chick Churchill – organy, fortepian
- Ric Lee – perkusja
- Leo Lyons – gitara basowa